# هنري هولاند (سياسي)
هنري هولاند (بالإنجليزية: Henry Holland)‏ هو سياسي نيوزلندي، ولد في 7 ديسمبر 1859 في المملكة المتحدة، وتوفي في 29 ديسمبر 1944 في نيوزيلندا. انتخب عضو مجلس النواب نيوزيلندا.